# Сальдо
Са́льдо (італ. saldo — розрахунок, залишок) — різниця між надходженнями і витратами за певний проміжок часу.

## У бухгалтерському обліку
Сальдо у бухгалтерському обліку — залишок по бухгалтерському рахунку, різниця між сумою записів по дебету і кредиту рахунків. Дебетове сальдо (дебет більший за кредит) показує стан даного виду господарських коштів на певну дату і відображається в активі балансу. Кредитове сальдо (кредит більший за дебет) показує стан джерел господарських коштів і відображається в пасиві. Якщо рахунок не має залишку (сальдо дорівнює нулю), то такий рахунок називається закритим. У бухгалтерському обліку деякі рахунки можуть одночасно мати і дебетове і кредитове сальдо.
На практиці часто аналізується не вся історія бухгалтерського рахунку, а лише певний проміжок часу, наприклад, останній місяць. Для цих цілей виділяють:
- Сальдо початкове (вхідне) — залишок по рахунку на початок періоду. Розраховується на підставі попередніх операцій.
- Дебетовий і Кредитовий обіги за період. Розраховується на підставі операцій тільки за розглянутий період.
- Сальдо за період — сумарний результат операцій за розглянутий період.
- Сальдо кінцеве (вихідне) — залишок по рахунку на кінець періоду. Звичайно розраховується як арифметична сума початкового сальдо й обігів за період.

## У зовнішньоторговельних відносинах
Характеризуючи зовнішньоторговельні відносини часто розглядають суму експорту та імпорту за період, наприклад, за рік. При цьому виділяють:
- сальдо торговельного балансу — різниця між вартістю експорту та імпорту. Позитивне сальдо торговельного балансу означає перевищення експорту над імпортом (країна більше продає, ніж купує). Негативне сальдо торговельного балансу — перевищення імпорту над експортом (країна більше купує, ніж продає). Зазвичай вважається, що це погано. При цьому вже кілька років поспіль у США негативний баланс сягає кілька десятків мільярдів доларів. При цьому така економіка служить еталоном благополуччя для інших.

- сальдо платіжного балансу — різниця між переказами за кордон і надходженнями з-за кордону. Позитивне сальдо платіжного балансу означає перевищення всіх платежів у країну над платежами з країни. Негативне сальдо платіжного балансу — перевищення платежів із країни над платежами в країну. Зазвичай міжнародні платежі здійснюються в доларах США або євро. Негативне сальдо платіжного балансу поступово зменшує валютний резерв країни. Але цього не відбувається, якщо платежі провадяться в національній валюті держави. Так США можуть просто емітувати (надрукувати) необхідну кількість доларів для покриття негативного балансу.